# Рош, Патрик, 6-й барон Фермой
Па́трик Мо́рис Берк Рош, 6-й баро́н Фермо́й (англ. Patrick Maurice Burke Roche, 6th Baron Fermoy; род. 11 октября 1967) — британский бизнесмен, обладатель титула пэра Ирландии.

## Биография
Патрик Рош родился 11 октября 1967 года в семье Эдмунда Роша, 5-го барона Фермоя, и его жены Лавинии Питман. Он получил образование в Итонском колледже и служил в британском гвардейском полку «Королевские и Синие». Его должности включали должность командира отряда конного полка придворной кавалерии в Найтсбридже, Лондон, выполнение обязанностей лейб-гвардии королевы и государственных церемониальных обязанностей, включая государственные визиты, открытие парламента королевой, шоу лорд-мэра, службу подвязок в Виндзор и парад в честь дня рождения королевы на параде конной гвардии. Он совершил поездку по Северной Ирландии в качестве командира взвода, прикрепленного к Королевским горцам в 1990 году. Он прослужил семь лет, выйдя в отставку в звании капитана.
Лорд Фермой является двоюродным братом Дианы, принцессы Уэльской, и он присутствовал на её свадьбе 1981 года с Чарльзом, принцем Уэльским.
С 1982 по 1984 год Рош был почетным пажом королевы Елизаветы, королевы-матери. Он унаследовал титул барона Фермоя, когда его отец покончил с собой в 1984 году.
В 2011 году лорд и леди Фермой присутствовали на свадьбе принца Уильяма и Кэтрин Миддлтон.
Лорд Фермой развил ряд деловых интересов после увольнения из армии. Он является директором-основателем Oxford Street Connections, брокера мобильной связи. Он является соучредителем UK China Elite International, объединяющей известных и надежных лиц и компании из Китая и Великобритании.

## Брак и дети
26 марта 1998 года Рош женился на Тессе Фионе Кейлл, дочери майора Дэвида Пелхэма Кейлла и его жены Шейлы Моррисон. У супругов было две дочери:
- Арабелла Элизабет Берк (родилась 18 марта 1999)
- Элиза Лавиния Берк Рош (родилась 9 ноября 2000)

Поскольку у лорда Фермоя нет сыновей, его предполагаемым наследником является его младший брат, Эдмунд Хью Берк Рош (родился в 1972).